# Pseudohadena contumax
Pseudohadena contumax är en fjärilsart som beskrevs av Rudolf Püngeler 1902. Pseudohadena contumax ingår i släktet Pseudohadena och familjen nattflyn. Inga underarter finns listade.